# Symphlebia tetrodonta
Symphlebia tetrodonta là một loài bướm đêm thuộc phân họ Arctiinae, họ Erebidae.